# Dicymbium
Dicymbium is een geslacht van spinnen uit de familie hangmatspinnen (Linyphiidae).

## Soorten
De volgende soorten zijn bij het geslacht ingedeeld:
- Dicymbium elongatum (Emerton, 1882)
- Dicymbium facetum (L. Koch, 1879)
- Dicymbium libidinosum (Kulczyński, 1926)
- Dicymbium nigrum (Blackwall, 1834)
  - Dicymbium nigrum brevisetosum Locket, 1962
- Dicymbium salaputium Saito, 1986
- Dicymbium sinofacetum Tanasevitch, 2006
- Dicymbium tibiale (Blackwall, 1836)
- Dicymbium yaginumai Eskov & Marusik, 1994